# Langelotet
Langelotet est une île dans le landskap Sunnhordland du comté de Vestland. Elle appartient administrativement à Masfjorden.

## Géographie
Rocheuse et couverte d'arbres, à fleur d'eau, elle s'étend sur environ 230 m de longueur pour une largeur approximative maximale de 137 m.